# 里奧格蘭德區 (帕爾帕省)
14°31′12″S 75°12′05″W / 14.5201°S 75.2015°W
里奧格蘭德區（西班牙語：Distrito de Río Grande）是秘魯的一個區，位於該國中南部伊卡大區的帕爾帕省，始建於1953年1月16日，面積315.5平方公里，海拔高度354米，2005年人口3,009，人口密度每平方公里9.5人。